# Janet Sobel
Pour les articles homonymes, voir Sobel.
Janet Sobel, née Jeannie Lechovsky le 30 mai 1894 et morte le 11 novembre 1968, est une artiste américano-ukrainienne, qui a commencé à peindre au milieu de sa vie. Sa production a été classée dans l'expressionniste abstrait, ou dans l'art outsider.
Elle est généralement considérée comme ayant inventé une technique qui a marqué la peinture du XXe siècle, le dripping, éclipsée dans cette approche par Jackson Pollock qu'elle a influencé.

## Biographie
Jeannie Lechovsky est la fille de Bernard Lechovsky et de Fanny Kahn. Elle arrive aux États-Unis en 1908.
Vers 1937, à 43 ans, alors qu'elle est une modeste ménagère mère de quatre enfants à Brooklyn, elle commence à dessiner, encouragée par l'un de ses fils. Interviewé en 1962, celui-ci déclare : « Elle a entendu une voix lui dire qu'elle devait peindre. Elle s'est alors mise à la peinture à l'huile avec autant de facilité que la plupart des femmes font cuire des muffins. »
Ses œuvres sont remarquées par John Dewey, par des amateurs de peinture ou des collectionneurs. De 1943 à 1946, elle devient une figure du milieu artistique new-yorkais. Elle expose au Brooklyn Museum de 1943 à 1945. Ses peintures figurent dans une exposition itinérante d'envergure, « Abstract and Surrealist Painting in America » (La peinture abstraite et surréaliste aux États-Unis), qui circule à travers le pays en 1944. Cette même année, elle présente sa première exposition personnelle. En 1946, elle et sa famille déménagent de New York vers la banlieue, dans le New Jersey. Cet éloignement contribue à la faire passer au second plan.
En raison d'une allergie à la peinture, Janet Sobel doit travailler au crayon à partir de 1948. 
À sa mort en 1968, son œuvre est un peu oubliée même si son nom était réapparu dans un article de William Rubin sur Jackson Pollock, dans Artforum en 1967.

## Apport
Les peintures de Sobel ont évolué d'un art figuratif assez primitif, qui rappelle les débuts de Marc Chagall ou de Dubuffet, à un art abstrait, comme beaucoup d'autres expressionnistes de l'époque. Ces artistes ont exprimé les mêmes thèmes dans leurs œuvres, mais d'une manière plus universelle.
Sobel bouleverse les techniques de la peinture en inventant le all-over et le dripping, couvrant de motifs, de couleurs, ou de gouttes de peinture toute la surface de ses toiles (peintes étendues sur le sol, dans son modeste salon), rappelant quelquefois la tapisserie persane par la richesse et la complexité des motifs et des traits. Elle utilise des matériaux de toutes sortes, y compris du sable.
Jackson Pollock découvre ces créations en 1944, à la galerie new-yorkaise de Peggy Guggenheim « Art of This Century » (L'art de ce siècle),, et s'en inspire.

### Commentaire
L'historienne de l'art Béatrice Joyeux-Prunel suggère qu'« une juive immigrée, mère de quatre enfants, ne correspondait pas à l'image d'une révolution picturale : seul un homme pouvait incarner le mythe de l'avant-garde américaine. »